# کوئیو
کوئیو (به لاتین: Cueio) یک منطقهٔ مسکونی در آنگولا است که در استان کواندو کوبانگو واقع شده‌است.